# Altre inquisizioni
Altre inquisizioni è una raccolta di saggi pubblicata da Jorge Luis Borges nel 1952 Contiene circa 35 brevi articoli tra la critica letteraria e il racconto filosofico. L'autore commenta, tra l'altro, opere di Blaise Pascal, Samuel Taylor Coleridge, John William Dunne, Philip Henry Gosse, Francisco de Quevedo, Miguel de Cervantes, Nathaniel Hawthorne, Walt Whitman, Paul Valéry, Edward FitzGerald, Oscar Wilde, Gilbert Keith Chesterton, H. G. Wells, John Donne, John Wilkins, Franz Kafka, John Keats, William Beckford, William Henry Hudson e George Bernard Shaw.
Nell'ed. italiana del 1963: 
- La muraglia e i libri
- La sfera di Pascal
- Il fiore di Coleridge
- Il sogno di Coleridge
- Il tempo e J.W. Dunne
- La creazione e P.H. Gosse
- I timori del dottor Américo Castro
- Il nostro povero individualismo
- Quevedo
- Magie parziali del «Don Chisciotte»
- Nathaniel Hawthorne
- Nota su Walt Whitman
- Valéry come simbolo
- L'enigma di Edward Fitzgerald
- Sopra Oscar Wilde
- Sopra Chesterton
- Il primo Wells
- I «Biathanatos»
- Pascal
- L'idioma analitico di John Wilkins
- Kafka e i suoi precursori
- Metamorfosi della tartaruga
- Del culto dei libri
- L'usignolo di Keats
- Lo specchio degli enigmi
- Due libri
- Annotazione del 23 agosto 1944
- Sopra il «Vathek» di William Beckford
- Sopra «The Purple Land»
- Da qualcuno a nessuno
- Forme di una leggenda
- Dalle allegorie ai romanzi
- Nota su (intorno a) Bernard Shaw
- Storia degli echi d'un nome
- Il pudore della Storia
- Nuova confutazione del tempo
- Epilogo

## Edizioni italiane
- Altre inquisizioni, trad. di Francesco Tentori Montalto, Collezione Biblioteca di Letteratura. I Classici Moderni n.21, Milano, Feltrinelli, 1963, e successive; in Tutte le opere, vol. 1, Collana I Meridiani, Milano, Mondadori, 1984, pp. 905-109; Milano, Adelphi, 2000.